# Dawid Olejniczak
Dawid Olejniczak (* 1. März 1983 in Łódź) ist ein ehemaliger polnischer Tennisspieler.

## Karriere
Olejniczak spielte seine ersten Profiturniere 2002 auf der drittklassigen ITF Future Tour. Zwei Jahre später gewann er dort jeweils seinen ersten Einzel- und Doppeltitel. 2005 gelang ihm im Doppel eine Serie von 17 Siegen auf der Future Tour, die ihm vier weitere Titel bescherte. Im August feierte er in Sopot sein Debüt auf der ATP World Tour. Er erhielt von den Turnierverantwortlichen eine Wildcard für das Doppel, wo er mit Maciej Dilaj gegen die drittgesetzten Argentinier Lucas Arnold Ker und Sebastián Prieto verlor. Er beendete das Jahr sowohl im Einzel als auch im Doppel in den Top 350.
2006 gewann er seinen ersten Titel auf der ATP Challenger Tour. Nachdem er zuvor nicht über das Viertelfinale hinauskam, gewann er in San Luis Potosí an der Seite von Daniel Garza sein erstes Finale. Durch einen weiteren Finaleinzug in León verbesserte er sich im Doppel um über 100 Ränge und belegte im Juli mit dem 206. Rang seine beste Platzierung in der Weltrangliste. Sein Davis-Cup-Debüt für Polen gab Olejniczak in der Partie gegen Nigeria. Er gewann seine beiden Einzelspiele und trug so zum 5:0-Erfolg seiner Mannschaft bei. Er wurde in seiner Karriere in drei Begegnungen im Einzel eingesetzt und hat eine Bilanz von 3:2.
Im Jahr 2008 gelang ihm im Einzel sein einziger Titelgewinn auf der Challenger Tour. In Mexiko-Stadt besiegte er im Finale den topgesetzten US-Amerikaner Sam Warburg. Nachdem er bei den Australian Open und French Open noch in der Qualifikation gescheitert war, überstand er diese in Wimbledon erstmals und stand in einem Grand-Slam-Hauptfeld. Dort musste er sich in der ersten Runde dem Top-30-Spieler Gilles Simon glatt in drei Sätzen geschlagen geben. Im August erreichte er mit dem 185. Rang sein Karrierehoch im Einzel. Im Doppel gewann Olejniczak in Aarhus und Stettin zwei weitere Titel und hielt sich in den Top 300.
Im März 2009 gewann er in Sarajevo seinen letzten Titel auf der Challenger Tour. Im Anschluss daran überstand er weder im Einzel noch im Doppel ein Viertelfinale, wodurch in der Weltrangliste abrutschte. Auf der Future Tour holte er noch zwei Doppel- und einen Einzeltitel, er beendete das Jahr 2010 dennoch im Einzel auf dem 468. Rang und im Doppel auf dem 786. Rang. Seinen letzten Einzelauftritt hatte er 2012 in der Qualifikation von Posen, seine Karriere beendete er zwei Jahre später nach einer Halbfinalniederlage bei einem Futureturnier in Italien.

## Erfolge
| Legende (Anzahl der Siege)  |
| Grand Slam                  |
| ATP World Tour Finals       |
| ATP World Tour Masters 1000 |
| ATP World Tour 500          |
| ATP World Tour 250          |
| ATP Challenger Tour (6)     |

### Einzel

#### Turniersiege
| Nr. | Datum          | Turnier      | Belag     | Finalgegner | Ergebnis |
| --- | -------------- | ------------ | --------- | ----------- | -------- |
| 1.  | 20. April 2008 | Mexiko-Stadt | Hartplatz | Sam Warburg | 6:4, 6:3 |

### Doppel

#### Turniersiege
| Nr. | Datum              | Turnier         | Belag     | Partner               | Finalgegner                       | Ergebnis          |
| --- | ------------------ | --------------- | --------- | --------------------- | --------------------------------- | ----------------- |
| 1.  | 15. April 2006     | San Luis Potosí | Sand      | Daniel Garza          | Héctor Almada Víctor Romero       | 6:2, 6:2          |
| 2.  | 24. November 2007  | Puebla          | Hartplatz | Raphael Durek         | Bruno Echagaray Santiago González | 6:2, 7:66         |
| 3.  | 18. Mai 2008       | Aarhus          | Sand      | Jean-Julien Rojer     | Frederik Nielsen Martin Pedersen  | 7:64, 2:6, [10:8] |
| 4.  | 20. September 2008 | Stettin         | Sand      | David Marrero         | Łukasz Kubot Oliver Marach        | 7:64, 6:3         |
| 5.  | 28. März 2009      | Sarajevo        | Hartplatz | Konstantin Krawtschuk | James Auckland Rogier Wassen      | 6:2, 3:6, [10:7]  |